# Serie 121 de Renfe
La serie 121 de Renfe o AVR (Ancho Variable Regional) es una familia de trenes regionales de alta velocidad de ancho variable fabricados por CAF y Alstom. Realizan servicios denominados Avant, en la sección de Media Distancia de Renfe Viajeros, además de servicios Intercity.
Disponen de cambio de ancho y pueden operar con dos tensiones (3 kVcc y 25 kVca). Tienen una velocidad máxima de 250 km/h en líneas electrificadas a 25.000 voltios de corriente alterna a 50Hz y de 220 km/h en líneas electrificadas a 3.000 voltios de corriente continua. Existe una versión destinada para trayectos de larga distancia, denominada serie 120.

## Descripción

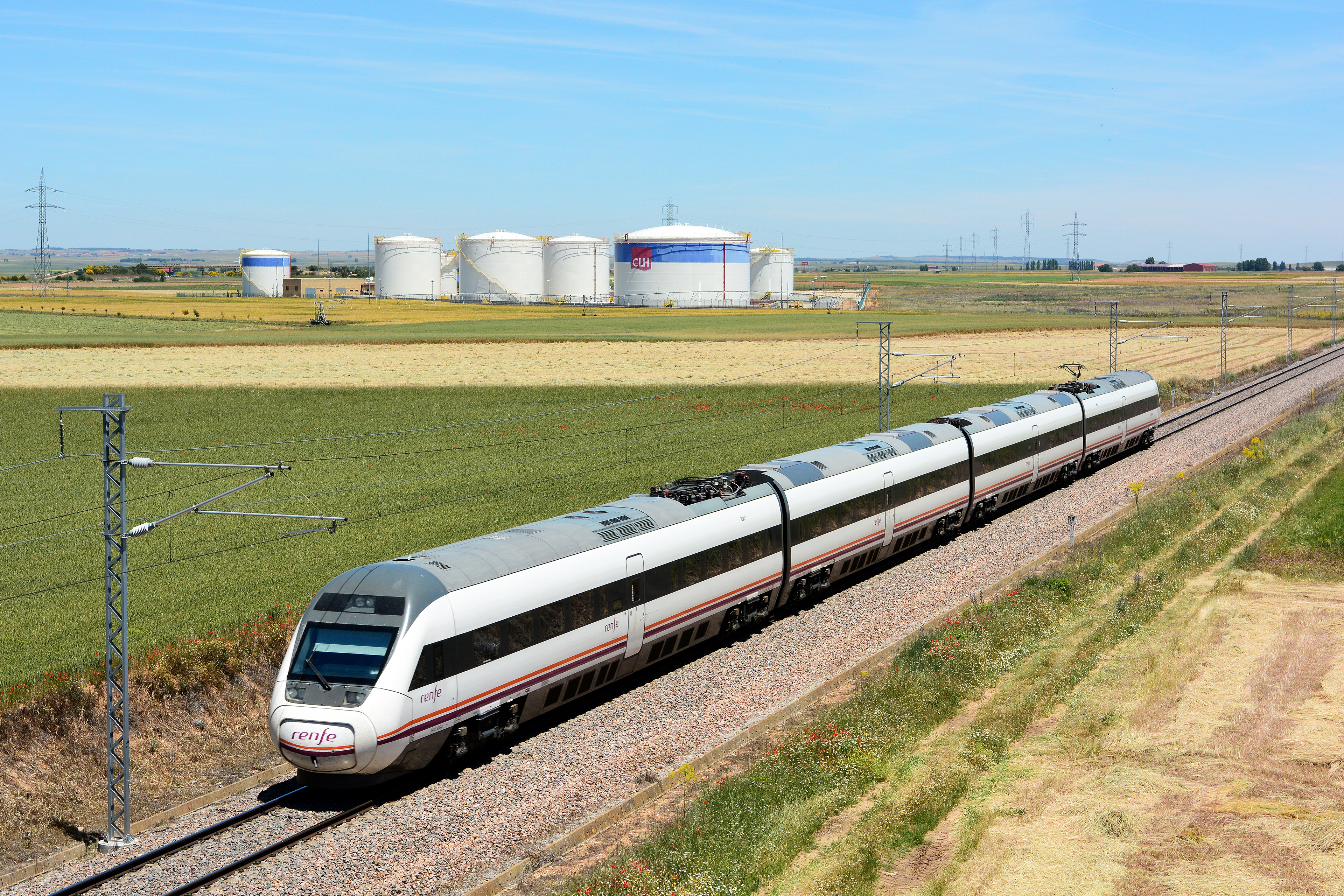
Tren de la serie 121 en la provincia de Salamanca

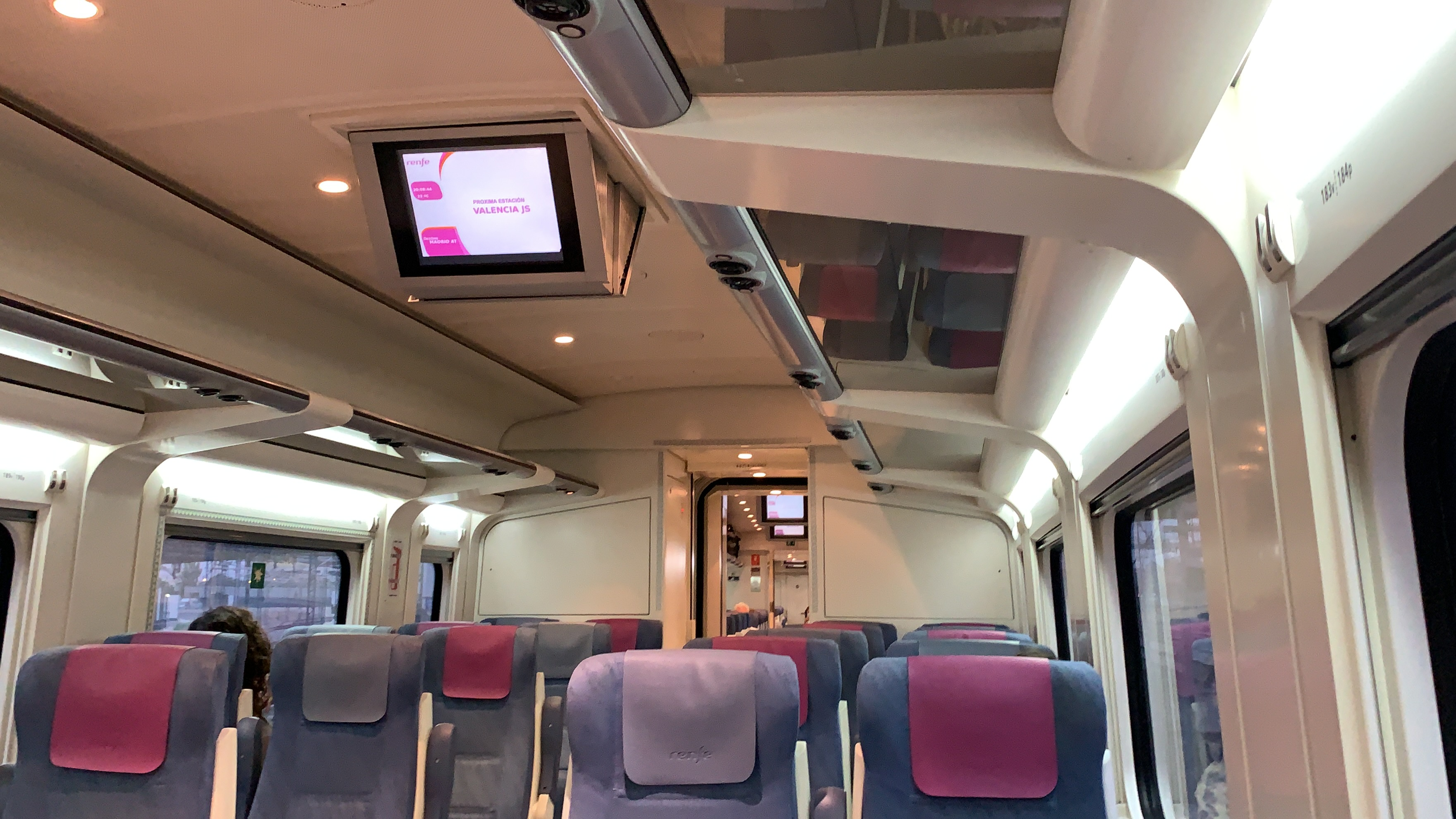
Interior de una serie 121 fabricada por CAF y en servicio en Renfe

La serie fue diseñada posteriormente a la versión de larga distancia, la serie 120, de la que se diferencia en que todos los asientos de los 121 pertenecen a una única clase, y no tiene cafetería a bordo. A diferencia de las primeras unidades de la serie 120, la 121 completa dispone del equipo eléctrico duplicado, condición de seguridad necesaria para atravesar grandes túneles como los túneles del Guadarrama.
El sistema de tracción es distribuido, y los bogies son BRAVA (Bogie de Rodadura de Ancho Variable). Puede cambiar de ancho sin detenerse en menos de 1 minuto. Los trenes son bitensión, pudiendo circular por líneas de alta velocidad con ancho internacional a una velocidad máxima de 250 km/h y por vías convencionales de ancho ibérico a 220 km/h. El cambio de ancho le permite realizar servicios que discurren en parte por líneas de alta velocidad y en parte por líneas convencionales.
La serie 121, al igual que la 120, es mantenida por ACTREN mantenimiento ferroviario, sociedad conformada al 51% por CAF y al 49% por RENFE. Para su correcto mantenimiento y seguridad cuenta con un avanzado sistema de mantenimiento inteligente de su bogie de ancho variable basado en temperaturas y aceleraciones correspondientes a los equipos y sistemas que componen los ejes y bogies del tren. El sistema de mantenimiento inteligente recibe el nombre de ''A.U.R.A. Actualmente es el sistema de mantenimiento automático inteligente más avanzado en el territorio español.

## Servicios
En un primer momento fueron destinados a prestar servicio como Ave Lanzadera entre Madrid Chamartín, Segovia Guiomar y Valladolid-Campo Grande así como a realizar una relación regional transversal en Andalucía entre Jaén y Cádiz, usando la LAV Madrid-Sevilla entre el Cambio de ancho de Alcolea y el Cambio de ancho de Marajabique dando uso a su función de ancho variable.
En estos momentos, se utiliza esta serie en las siguientes rutas:
- Avant La Coruña ↔ Orense
- Avant Zaragoza-Delicias ↔ Calatayud
- Media Distancia La Coruña ↔ Vigo-Urzáiz
- Media Distancia Vigo-Guixar ↔ León.
- Intercity Barcelona-Sants ↔ Pamplona.
- Intercity Barcelona-Sants ↔ Valencia-Norte
- Intercity Madrid-Chamartín ↔ León.
- Intercity Madrid-Chamartín ↔ Ponferrada.
- MD Madrid-Chamartín ↔ Jaén (sólo para algunos servicios, el resto se realiza con trenes de la serie 449).
- Intercity Madrid-Chamartín ↔ Gijón (fines de semana, viernes con salida de Madrid y domingos con salida de Gijón).
- Intercity Madrid-Chamartín ↔ Santander (fines de semana, viernes con salida de Madrid y domingos con salida de Santander).

- Intercity Madrid-Chamartín ↔ Irún (domingos a viernes. Por obras finaliza e inicia su recorrido en San Sebastián).

- Intercity  Madrid-Atocha ↔ Gandía (consultar horarios en RENFE)

- Intercity  Cádiz ↔ Madrid-Atocha (fines de semana de alta ocupación en caso de que el servicio Alvia esté completo. Paradas en San Fernando, El Puerto de Santa María y Jerez)
- Alvia  Salamanca ↔ Madrid-Chamartín
- Intercity  Madrid-Atocha ↔ Estación de Huelva-Término (en temporada alta, con parada en Estación de Sevilla-Santa Justa)
- Alvia  Ponferrada ↔ Madrid-Chamartín
- Intercity  Madrid-Chamartín ↔ Logroño, con paradas en Valladolid, Segovia, Burgos, Miranda de Ebro y Haro